# Truszkowscy herbu Bończa

"Bończa" - herb rodziny Truszkowskich

Szlachta łomżyńska pochodząca ze wsi Truszki w ziemi ciechanowskiej. Truszkowscy dziedzice dóbr Truszki w pow. łomżyńskim, Truszki-Patory, Truszki-Kucze i Truszki-Zalesie w pow. kolneńskim, Domaniew i Domaniewek w pow. zgierskim. Pierwsza wzmianka pochodzi z roku 1421 występuje w aktach ziemiańskich łomżyńskich Paweł de Truszki z Truszek k. Ciechanowa. Otrzymał nadanie w powiecie łomżyńskim od ks. mazowieckiego Janusza I. W "Metryce Koronnej" z roku 1546 przy wywodach szlachectwa występują Truszkowski Jakub, Jan, Marcin, Paweł i Wojciech z Koszewa h. Bończa.
Truszkowscy byli elektorami królów polskich (mieli prawo ich wybierania):
- Elektorzy, którzy głosowali na Augusta II: Szymon, Józef (ziemia ciechanowska), Jan, Paweł (ziemia nurska), Jan, Wojciech (ziemia łomżyńska),
- Elektorzy, którzy głosowali na Jana III Sobieskiego: Stanisław (ziemia wiska),
- Elektorzy, którzy głosowali na Stanisława Augusta Poniatowskiego: Marcin (ziemia nurska).

Wśród kawalerów Orderu św. Stanisława występuje Michał Truszkowski, radca tytularny (1822 r.). Rodzina wylegitymowała się ze szlachectwa w Królestwie Polskim w roku 1840 oraz na terytorium Galicji w zaborze austriackim w 1880 r.
Ród reprezentowany jest w Związku Szlachty Polskiej.
O herbie "Bończa"
Opis: W polu błękitnym jednorożec srebrny, wspięty w prawo. W klejnocie nad hełmem w koronie pół takiego samego jednorożca.
Herb według legendy został przyniesiony do Polski z Włoch w 988 r. przez Klemensa. Klemens Mierzba, który jako biskup wrocławski umarł 1027 r. i przez brata jego Bonifacego Mierzba, który obdarzony przez króla Mieczysław I dobrami, założyć miał na Mazowszu wieś Bończa od imienia swego Bonifacego. Inni twierdzą, że właściwie z rodzinnego nazwiska włoskiego Mierzbów Bontempo Bounas skrócone Bończa powstało.
W źródłach występuje od końca XIV wieku.